# Tres Lomas (Buenos Aires)
Tres Lomas is een plaats in het Argentijnse bestuurlijke gebied Tres Lomas in de provincie Buenos Aires. De plaats telt 6.685 inwoners.